# Communauté de communes des Sablons
Die Communauté de communes des Sablons ist ein französischer Gemeindeverband mit der Rechtsform einer Communauté de communes im Département Oise in der Region Hauts-de-France. Sie wurde am 27. Juni 2000 gegründet und umfasst 21 Gemeinden (Stand: 1. Januar 2024). Der Verwaltungssitz befindet sich in der Gemeinde Villeneuve-les-Sablons.

## Historische Entwicklung
Mit Wirkung vom 1. Januar 2019 gingen die ehemaligen Gemeinden Beaumont-les-Nonains, La Neuville-Garnier und Villotran in die Commune nouvelle Les Hauts Talican auf. Die ehemaligen Gemeinde Fresneaux-Montchevreuil und die ehemalige Gemeinde Bachivillers aus dem Gemeindeverband Communauté de communes du Vexin Thelle gingen in die Commune nouvelle Montchevreuil auf.
Zum gleichen Datum verließ die Gemeinde Laboissière-en-Thelle die Communauté de communes Thelloise und schloss sich diesem Gemeindeverband an.
Am 1. Januar 2024 trennte sich Beaumont-les-Nonains von Les Hauts-Talican und ist seitdem wieder Mitglied in diesem Gemeindeverband.

## Mitgliedsgemeinden
| Gemeinde                           | Einwohner 1. Januar 2022 | Fläche km² | Dichte Einw./km² | Code INSEE | Postleitzahl |
| ---------------------------------- | ------------------------ | ---------- | ---------------- | ---------- | ------------ |
| Amblainville                       | 1.786                    | 20,98      | 85               | 60010      | 60110        |
| Andeville                          | 3.429                    | 4,17       | 822              | 60012      | 60570        |
| Beaumont-les-Nonains               | 337                      | 9,53       | 35               | 60054      | 60390        |
| Bornel                             | 4.796                    | 23,73      | 202              | 60088      | 60540        |
| Chavençon                          | 162                      | 5,76       | 28               | 60144      | 60240        |
| Corbeil-Cerf                       | 332                      | 3,95       | 84               | 60162      | 60110        |
| Esches                             | 1.654                    | 7,69       | 215              | 60218      | 60110        |
| Hénonville                         | 909                      | 6,84       | 133              | 60309      | 60119        |
| Ivry-le-Temple                     | 876                      | 12,47      | 70               | 60321      | 60173        |
| Laboissière-en-Thelle              | 1.330                    | 9,64       | 138              | 60330      | 60570        |
| La Drenne                          | 1.086                    | 13,87      | 78               | 60196      | 60790        |
| Les Hauts-Talican                  | 547                      | 13,03      | 42               | 60694      | 60390        |
| Lormaison                          | 1.282                    | 4,98       | 257              | 60370      | 60110        |
| Méru                               | 14.091                   | 22,83      | 617              | 60395      | 60110        |
| Montchevreuil                      | 1.332                    | 17,09      | 78               | 60256      | 60240        |
| Monts                              | 187                      | 3,67       | 51               | 60427      | 60119        |
| Neuville-Bosc                      | 475                      | 8,89       | 53               | 60452      | 60119        |
| Pouilly                            | 153                      | 3,81       | 40               | 60512      | 60790        |
| Saint-Crépin-Ibouvillers           | 1.629                    | 19,61      | 83               | 60570      | 60149        |
| Valdampierre                       | 921                      | 8,67       | 106              | 60652      | 60790        |
| Villeneuve-les-Sablons             | 1.188                    | 4,43       | 268              | 60678      | 60175        |
| Communauté de communes des Sablons | 38.502                   | 225,64     | 171              | –          | –            |